# 格拉莫特涅
47°57′21″N 24°50′44″E / 47.95583°N 24.84556°E

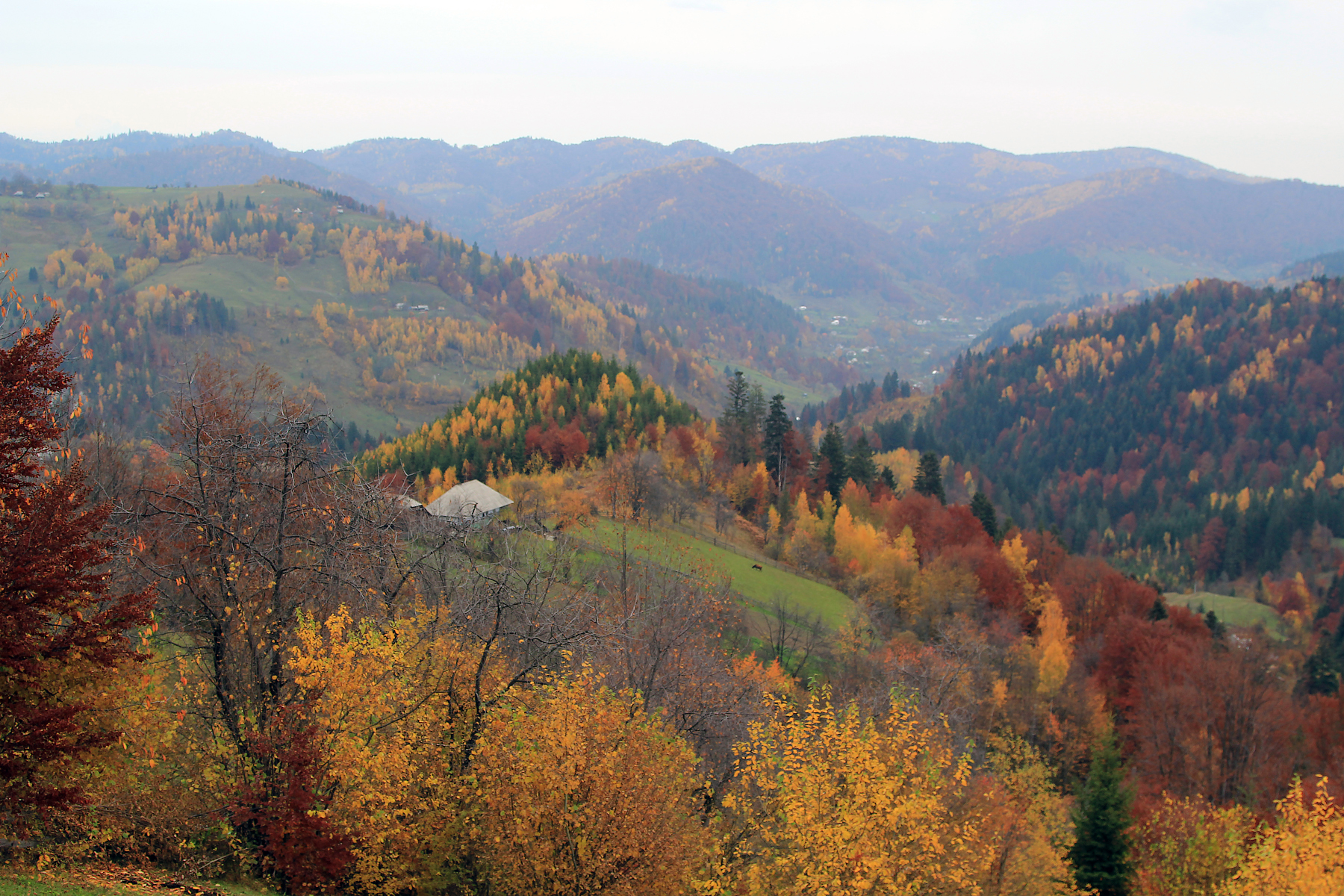

格拉莫特涅是烏克蘭的村落，位於該國西部伊萬諾-弗蘭科夫斯克州，由韋爾霍維納區負責管轄，處於格拉米特尼河畔，始建於1788年，面積3平方公里，2001年人口371。